# Videre nostra mala non possumus, alii simul delinquunt, censores sumus
Videre nostra mala non possumus, alii simul delinquunt, censores sumus. Locuzione latina del poeta Fedro, il cui significato letterale è: Non possiamo vedere i nostri sbagli ma, non appena gli altri fanno errori simili, facciamo la parte dei giudici.
Il concetto è che è sempre troppo facile trovare i difetti negli altri e nel loro comportamento, mentre non ci passa neanche per la testa di fare prima un'analisi di coscienza e vedere se i nostri difetti non siano più grandi, o più numerosi, di quelli su cui vogliamo ergerci a giudici.
Del resto - stando ai vangeli - anche Gesù diede come insegnamento la frase: "Chi è senza peccato scagli la prima pietra".
Concetto che in un'altra forma, ma dall'identico significato, fece suo anche il famoso poeta di Castelvecchio, Giovanni Pascoli, che amava spesso ripetere: "L'uomo, per sua natura, è sempre più contento di criticare gli altri che di essere considerato da essi!".
Lo specchio, secondo l'ottica dei falsi moralisti e degli ipocriti, riflette sempre la nostra immagine migliore, mentre per il prossimo che ci circonda è sempre vero il contrario; siamo sempre pronti ad analizzare al microscopio ogni pur piccolo difetto, a volte anche ingigantendolo esageratamente, per il solo gusto sadico e perverso di voler sembrare (non essere) migliori degli altri.